# Fauillet
Fauillet é uma comuna francesa na região administrativa da Nova Aquitânia, no departamento Lot-et-Garonne. Estende-se por uma área de 14,24 km². Em 2010 a comuna tinha 876 habitantes (densidade: 61,5 hab./km²).